# Ghigoiești
Ghigoiești – wieś w Rumunii, w okręgu Neamț, w gminie Ștefan cel Mare. W 2011 roku liczyła 603 mieszkańców.